# Camille Lefèvre (architecte)
Pour les articles homonymes, voir Camille Lefèvre et Lefèvre.
Camille Émile Lefèvre est un architecte français prix de Rome né à Tours le 2 juillet 1876 et mort à Yerres (Essonne) le 21 août 1946.

## Biographie
Né d'un père serrurier, il fait des études brillantes au lycée Descartes de Tours puis à l’école des beaux-arts de la ville. Il est élève à l’École nationale professionnelle de Vierzon (ENP) de décembre 1892 à juillet 1894. Il entre ensuite à l’École nationale supérieure des beaux-arts à Paris dans l’atelier d’un autre Tourangeau, Victor Laloux. Il obtient le premier grand prix de Rome en 1905 pour un projet de château d’eau. Il séjourne à la villa Médicis du 29 décembre 1905 au 31 décembre 1909 dont 5 mois sur l’île de Délos en Grèce à laquelle il continue à s’intéresser toute sa vie.
Fort de son prix prestigieux, de retour en France, il entame une carrière officielle : il est nommé en 1911 architecte ordinaire du château de Fontainebleau, puis architecte en chef des bâtiments civils et palais nationaux en 1916, après la Première Guerre mondiale, architecte en chef du Palais-Royal et de la Comédie-Française et enfin, en 1922, architecte en chef des palais du Louvre et des Tuileries. C'est à ce dernier titre qu'il réalise le Musée de l'Orangerie selon les désirs de Claude Monet. Le couronnement de cette carrière est atteint en 1930 avec son accession au poste d'inspecteur des bâtiments civils et palais nationaux.
Il est chargé de la reconstruction de la région de Coucy-le-Château dans l'Aisne en 1919 où il réalise plusieurs bâtiments publics. Il fait partie du comité d'architectes pour la réalisation du Palais des nations à Genève. Pendant la Seconde Guerre mondiale, il participe au Comité national de reconstruction, section architecture instituée par le Régime de Vichy en compagnie entre autres d'Auguste Perret, Urbain Cassan ou Louis Madeline. Il est nommé architecte en chef de la reconstruction de sa ville natale, Tours, dont le centre historique avait subi un incendie en 1940. Il ne peut voir l'achèvement de ce projet, étant décédé en 1946.

## Principales réalisations
- 1922-1927 : Musée de l'Orangerie en collaboration avec Claude Monet[2]
- 1925-1935 : rénovation de la Casa de Velázquez à Madrid en collaboration avec Léon Chifflot (détruite)
- 1926-1937 : Palais des nations à Genève en collaboration avec Henri-Paul Nénot, Julien Flegenheimer, Carlo Broggi et Jozsef Vago[3]
- 1945-1947 : reconstruction de la rue Nationale à Tours